# Liste des conseillers régionaux de l'Essonne

## Présentation
Le département de l'Essonne compte vingt-trois conseillers régionaux sur les deux cent neuf élus qui composent l'assemblée du conseil régional d'Île-de-France issus des élections des 6 et 13 décembre 2015.
Les élus essonniens sont répartis en huit élus du parti Les Républicains, quatre élus de l'Union des démocrates et indépendants, quatre du Parti Socialiste, trois du Front National, une d'Europe Écologie Les Verts, un du Parti écologiste, une du Mouvement Démocrate et un du Front de Gauche.

## Mandature

### 2021-2028
L'Essonne compte 22 conseillers régionaux sur les 209 élus qui composent l'assemblée du conseil régional d'Île-de-France issus des élections des 20 et 27 juin 2021.
| Identité | Identité                     | Parti            | Groupe | Autres mandat ou fonction                                 |
| -------- | ---------------------------- | ---------------- | ------ | --------------------------------------------------------- |
|          | Robin Reda                   | RE               |        | Député de la 7e circonscription de l'Essonne              |
|          | Sylvie Carillon              | LR               |        | Maire de Montgeron                                        |
|          | Jean-Philippe Dugoin-Clément | UDI              |        | Maire de Mennecy                                          |
|          | Faten Hidri                  | UDI              |        | Conseillère municipale de Draveil                         |
|          | Stéphane Beaudet             | DVD              |        | Maire d'Évry-Courcouronnes                                |
|          | Marianne Duranton            | UDI              |        | Maire de Morsang-sur-Orge                                 |
|          | Grégoire de Lasteyrie        | LR puis Horizons |        | Maire de Palaiseau                                        |
|          | Aurélie Gros                 | LR               |        | Maire du Coudray-Montceaux                                |
|          | Gérard Hébert                | LR               |        |                                                           |
|          | Mama Sy                      | LR               |        |                                                           |
|          | Jean-François Vigier         | UDI              |        | Maire de Bures-sur-Yvette                                 |
|          | Sandrine Lamiré              | MoDem            |        | Maire-adjointe de Brunoy                                  |
|          | Jean-Marie Vilain            | LC               |        | Maire de Viry-Châtillon                                   |
|          | Hella Kribi-Romdhane         | G·s              |        | Conseillère municipale de Massy                           |
|          | Jérôme Guedj                 | PS               |        | Député de la 6e circonscription de l'Essonne              |
|          | Sophia Chikirou              | LFI              |        | Députée de la 6e circonscription de Paris                 |
|          | Francois Damerval            | CÉ               |        | Conseiller municipal de Draveil                           |
|          | Fatima Ogbi                  | PS               |        | Maire-adjointe de Grigny                                  |
|          | Lamine Camara                | PCF              |        | Maire-adjoint de Grigny                                   |
|          | Audrey Guibert               | RN               |        |                                                           |
|          | Aurélien Legrand             | RN               |        |                                                           |
|          | Amélie de Montchalin         | RE               |        | Ministre de la Transformation et de la Fonction publiques |

### 2015-2021
|  | Identité                      | Parti       | Groupe                                                                                           | Autres mandats                                     |
|  | ----------------------------- | ----------- | ------------------------------------------------------------------------------------------------ | -------------------------------------------------- |
|  | Stéphane Beaudet,             | LR puis DVD | Les Républicains                                                                                 | Maire de Courcouronnes                             |
|  | Lamine Camara,                | FG          | Front de Gauche, Parti communiste français, Parti de gauche, Ensemble et République & socialisme |                                                    |
|  | Sylvie Carillon,              | LR          | Les Républicains                                                                                 | Maire de Montgeron                                 |
|  | Carlos Da Silva,              | PS          | Socialiste, Républicain et apparentés                                                            | Député de la première circonscription de l'Essonne |
|  | Jean-Philippe Dugoin-Clément, | UDI         | Union des démocrates et indépendants                                                             | Maire de Mennecy                                   |
|  | Marianne Duranton,            | UDI         | Union des démocrates et indépendants                                                             | Conseiller municipal de Morsang-sur-Orge           |
|  | Aurélie Gros,                 | LR          | Les Républicains                                                                                 | Conseiller départemental de l'Essonne              |
|  | Audrey Guibert,               | FN          | FN - IDF Bleu Marine                                                                             | Conseiller municipal de Savigny-sur-Orge           |
|  | Gérard Hébert,                | LR          | Les Républicains                                                                                 |                                                    |
|  | Faten Hidri,                  | UDI         | Union des démocrates et indépendants                                                             | Conseiller municipal de Draveil                    |
|  | Vanessa Juille,               | FN          | FN - IDF Bleu Marine                                                                             | Conseiller municipal d'Arpajon                     |
|  | Ngandu Kenya,                 | LR          | Les Républicains                                                                                 |                                                    |
|  | Hella Kribi-Romdhane,         | PS          | Socialiste, Républicain et apparentés                                                            | Conseiller municipal de Massy                      |
|  | Sandrine Lamiré-Burtin,       | MoDem       | Centre et Démocrates                                                                             | Adjoint au maire de Brunoy                         |
|  | Grégoire de Lasteyrie,        | LR          | Les Républicains                                                                                 | Maire de Palaiseau                                 |
|  | Aurélien Legrand,             | FN          | FN - IDF Bleu Marine                                                                             |                                                    |
|  | Loubna Méliane,               | PS          | Socialiste, Républicain et apparentés                                                            |                                                    |
|  | Isabelle Perdereau,           | LR          | Les Républicains                                                                                 | Adjoint au maire de Brétigny-sur-Orge              |
|  | Jean-Vincent Placé,           | UDE         | Radical Citoyen Démocrate Ecologiste et apparentés                                               | Sénateur de l'Essonne                              |
|  | Corinne Rufet,                | EELV        | Europe Écologie Les Verts et apparentés                                                          |                                                    |
|  | Nicolas Samsoen,              | UDI         | Union des démocrates et indépendants                                                             | Maire de Massy                                     |
|  | Olivier Thomas,               | PS          | Socialiste, Républicain et apparentés                                                            | Maire de Marcoussis                                |
|  | Jean-François Vigier,         | UDI         | Union des démocrates et indépendants                                                             | Maire de Bures-sur-Yvette                          |

1. ↑  À la suite de la démission le 16/07/2017 de Robin Reda, élu député de la 7e circonscription de l'Essonne. Source : SÉANCE PLÉNIÈRE DES 6 & 7 JUILLET 2017 -- PROCÈS-VERBAL
2. ↑  À la suite de la démission de Jean-Raymond Hugonet, élu sénateur de l'Essonne.

### 2010-2015
|  | Identité                   | Parti    | Groupe                                                                       | Autres mandats                                                                                   |
|  | -------------------------- | -------- | ---------------------------------------------------------------------------- | ------------------------------------------------------------------------------------------------ |
|  | Hicham Affane,             | PS       | Socialiste, Républicain et apparentés                                        |                                                                                                  |
|  | Stéphane Beaudet,          | UMP      | Mouvement populaire                                                          | Maire de Courcouronnes                                                                           |
|  | Charlotte Blandiot-Faride, | FG       | Front de gauche - Parti communiste, gauche unitaire et alternative citoyenne |                                                                                                  |
|  | Laurence Bonzani,          | EÉ       | Europe Écologie - Les Verts                                                  | Conseiller municipal de Dourdan                                                                  |
|  | Véronique Carantois,       | UMP      | Mouvement populaire                                                          | Conseiller municipal de Chilly-Mazarin                                                           |
|  | Marie-Christine Carvalho,  | PS       | Socialiste, Républicain et apparentés                                        | Conseiller municipal de Morsang-sur-Orge                                                         |
|  | Ghyslaine Degrave,         | EÉ       | Europe Écologie - Les Verts                                                  | Conseiller municipal de Vigneux-sur-Seine                                                        |
|  | Kheira Genc,               | PS       | ?                                                                            |                                                                                                  |
|  | Hatouma Doucouré,          | PS       | Socialiste, Républicain et apparentés                                        |                                                                                                  |
|  | Julien Dray,               | PS       | Socialiste, Républicain et apparentés                                        | Député de la dixième circonscription de l'Essonne                                                |
|  | François Durovray,         | UMP      | Mouvement populaire                                                          | Maire de Montgeron                                                                               |
|  | Audrey Galland,            | FG       | Front de gauche - Parti de gauche et alternatifs                             |                                                                                                  |
|  | Marie-Claude Girardeau,    | UMP      | Mouvement populaire                                                          | Adjoint au maire d'Étampes                                                                       |
|  | Serge Guérin,              | EÉ       | Europe Écologie - Les Verts                                                  |                                                                                                  |
|  | Faten Hidri,               | PR / UDI | Union des démocrates et indépendants                                         |                                                                                                  |
|  | Hervé Hocquard,            | UMP      | Mouvement populaire                                                          | Conseiller municipal de Bièvres                                                                  |
|  | Hella Kribi-Romdhane,      | PS       | Socialiste, Républicain et apparentés                                        |                                                                                                  |
|  | Marianne Louis,            | PS       | Socialiste, Républicain et apparentés                                        | Adjoint au maire d'Évry                                                                          |
|  | Jean-Marc Nicolle,         | MRC      | Socialiste, Républicain et apparentés                                        | Adjoint au maire du Kremlin-Bicêtre, président de la communauté d'agglomération du Val de Bièvre |
|  | Jacques Picard,            | EÉ       | Europe Écologie - Les Verts                                                  |                                                                                                  |
|  | Jean-Vincent Placé,        | EÉ       | Europe Écologie - Les Verts                                                  |                                                                                                  |
|  | Mustapha Saadi,            | NC / UDI | Union des démocrates et indépendants                                         |                                                                                                  |
|  | Olivier Thomas,            | PS       | Socialiste, Républicain et apparentés                                        | Maire de Marcoussis                                                                              |
|  | Jean-Luc Touly,            | EÉ       | Europe Écologie - Les Verts                                                  | Conseiller municipal de Wissous                                                                  |

### 2004-2010
|  | Identité                   | Parti     | Groupe                                                            | Autres mandats                                      |
|  | -------------------------- | --------- | ----------------------------------------------------------------- | --------------------------------------------------- |
|  | Hicham Affane              | PS        | Socialiste                                                        |                                                     |
|  | Adolé Ankrah               | PS        | Socialiste                                                        | Adjoint au maire de Ris-Orangis                     |
|  | Didier Banquy              | UMP       | Majorité présidentielle                                           | Conseiller municipal de Montgeron                   |
|  | Mirfet Bellaaj-Fekih       | PS        | Socialiste                                                        | Conseillère municipale d'Évry                       |
|  | Tarek Ben Hiba             | PCF       | Communiste, alternative citoyenne, républicain et parti de gauche |                                                     |
|  | Lydie Benoist              | PCF       | Communiste, alternative citoyenne, républicain et parti de gauche | Conseiller municipal de Villiers-sur-Orge           |
|  | Guy Bonneau                | Les Verts | Les Verts                                                         | Conseiller municipal de Massy                       |
|  | Nathalie Boulay-Laurent    | MoDem     | Démocrate et centriste                                            |                                                     |
|  | Véronique Carantois        | UMP       | Majorité présidentielle                                           | Conseiller municipal de Chilly-Mazarin              |
|  | Jean-Paul Chaudron         | UMP       | Majorité présidentielle                                           | Conseiller municipal de Saint-Chéron                |
|  | Marie-Pierre Digard        | Les Verts | Les Verts                                                         | Adjoint au maire d'Orsay                            |
|  | Julien Dray                | PS        | Socialiste                                                        | Député de la dixième circonscription de l'Essonne   |
|  | Huguette Fatna             | FN        | Front national pour l'Île-de-France                               |                                                     |
|  | Michèle Gaspalou           | Les Verts | Les Verts                                                         | Conseiller municipal de Gif-sur-Yvette              |
|  | Nathalie Kosciusko-Morizet | UMP       | Majorité présidentielle                                           | Maire de Longjumeau                                 |
|  | Pierre Lasbordes           | UMP       | Majorité présidentielle                                           | Député de la cinquième circonscription de l'Essonne |
|  | Jean-Jacques Lejeune       | PS        | Socialiste                                                        | Conseiller municipal de Draveil                     |
|  | Christophe Lepage          | MRC       | Républicain, radical et citoyen                                   | Conseiller municipal de Saint-Chéron                |
|  | Marianne Louis             | PS        | Socialiste                                                        | Adjoint au maire d'Évry                             |
|  | Philippe Pascot            | PRG       | Rassemblement de la Gauche et des Verts                           | Conseiller municipal d'Évry                         |
|  | Michel de Rostolan         | FN        | Nationaux et indépendants                                         |                                                     |
|  | Christian Saint-Étienne    | MoDem     | Centre et apparentés                                              |                                                     |
|  | Yves Tavernier             | PS        | Socialiste                                                        |                                                     |
|  | Malika Zediri              | PCF       | Communiste, alternative citoyenne, républicain et parti de gauche |                                                     |

### 1998-2004
|  | Identité                  | Parti     | Groupe                              | Autres mandats                                                                          |
|  | ------------------------- | --------- | ----------------------------------- | --------------------------------------------------------------------------------------- |
|  | Michel Abhervé            | PS        | Socialiste                          | Conseiller municipal d’Évry                                                             |
|  | Marie-Hélène Aubry        | UDF       | UDF - Cap 21                        | Maire d’Orsay                                                                           |
|  | Didier Banquy             | RPR       | RPR                                 | Conseiller municipal de Montgeron                                                       |
|  | Jean-Paul Chaudron        | RPR       | RPR                                 | Conseiller municipal de Saint-Chéron                                                    |
|  | Pascal-Michel Delmas      | FN        | Front national pour l’Île-de-France |                                                                                         |
|  | Marie-Pierre Digard       | Les Verts | Les Verts                           |                                                                                         |
|  | Julien Dray               | PS        | Socialiste                          | Député de la dixième circonscription de l'Essonne                                       |
|  | Anne-Marie Jouvelot       | RPR       | RPR                                 | Conseiller municipal de Saint-Michel-sur-Orge                                           |
|  | Pierre Lasbordes          | RPR       | RPR                                 | Député de la cinquième circonscription de l'Essonne, adjoint au maire de Gif-sur-Yvette |
|  | Gérard Lefranc            | PCF       | Communiste                          |                                                                                         |
|  | Jean-Jacques Lejeune      | PS        | Socialiste                          | Conseiller municipal de Draveil                                                         |
|  | Christophe Lepage         | MRC       | Républicain et citoyen              | Conseiller municipal de Saint-Chéron                                                    |
|  | Sophie Lespagnon          | FN        | Front national pour l’Île-de-France |                                                                                         |
|  | Marie-Christine du Luart  | RPR       | RPR                                 |                                                                                         |
|  | Sylvie Mayer              | PCF       | Communiste                          |                                                                                         |
|  | Michel Michelon           | Les Verts | Les Verts                           |                                                                                         |
|  | Jacques Olivier           | Les Verts | Les Verts                           |                                                                                         |
|  | Marie-Christine Perrignon | PS        | Socialiste                          | Adjoint au maire de Courcouronnes                                                       |
|  | Geneviève Rochereau       | PS        | Socialiste                          | Maire de Crosne                                                                         |
|  | Michel de Rostolan        | FN        | Front national pour l’Île-de-France | Conseiller municipal de Saint-Michel-sur-Orge                                           |
|  | Pierre-André Wiltzer      | UDF       | UDF - Cap 21                        | Député de la quatrième circonscription de l'Essonne, maire de Longjumeau                |

## Sources
1. ↑  Grégoire de Lasteyrie quitte les Républicains
2. 1 2 3 4 5 6 7 8 9 10 11 12 13 14 15 16 17 18 19 20 21 22 23 24 25 26 27 28 29 30 31 32 33 34 35 36 37 38 39 40 41 42 43 44 45 46 47  Liste des élus de l'Essonne au Conseil régional sur son site officiel. Consulté le 03/01/2015.
3. ↑  Fiche de Stéphane Beaudet sur le site du conseil régional d'Île-de-France. Consulté le 12/01/2013.
4. ↑  Cécile Chevallier, « Stéphane Beaudet, vice-président de la région Ile-de-France, quitte les Républicains », Le Parisien, édition de l'Essonne,‎ 11 janvier 2018 (lire en ligne, consulté le 12 janvier 2018).
5. ↑  Fiche de Lamine Camara sur le site du conseil régional d'Île-de-France. Consulté le 03/01/2015.
6. ↑  Fiche de Sylvie Carillon sur le site du conseil régional d'Île-de-France. Consulté le 03/01/2015.
7. ↑  Fiche de Carlos Da Silva sur le site du conseil régional d'Île-de-France. Consulté le 03/01/2015.
8. ↑  Fiche de Jean-Philippe Dugoin-Clément sur le site du conseil régional d'Île-de-France. Consulté le 03/01/2015.
9. ↑  Fiche de Marianne Duranton sur le site du conseil régional d'Île-de-France. Consulté le 03/01/2015.
10. ↑  Fiche de Aurélie Gros sur le site du conseil régional d'Île-de-France. Consulté le 03/01/2015.
11. ↑  Fiche d'Audrey Guibert sur le site du conseil régional d'Île-de-France. Consulté le 03/01/2015.
12. ↑  Fiche de Gérard Hébert sur le site du conseil régional d'Île-de-France. Consulté le 03/01/2015.
13. ↑  Fiche de Faten Hidri sur le site du conseil régional d'Île-de-France. Consulté le 03/01/2015.
14. ↑  Fiche de Vanessa Juille sur le site du conseil régional d'Île-de-France. Consulté le 03/01/2015.
15. ↑  Fiche de Ngandu Kenya sur le site du conseil régional d'Île-de-France. Consulté le 03/01/2015.
16. ↑  Fiche de Hella Kribi-Romdhane sur le site du conseil régional d'Île-de-France. Consulté le 03/01/2015.
17. ↑  Fiche de Sandrine Lamiré-Burtin sur le site du conseil régional d'Île-de-France. Consulté le 03/01/2015.
18. ↑  Fiche de Grégoire de Lasteyrie sur le site du conseil régional d'Île-de-France. Consulté le 03/01/2015.
19. ↑  Fiche d'Aurélien Legrand sur le site du conseil régional d'Île-de-France. Consulté le 03/01/2015.
20. ↑  Fiche de Loubna Méliane sur le site du conseil régional d'Île-de-France. Consulté le 03/01/2015.
21. ↑  Fiche d'Isabelle Perdereau sur le site du conseil régional d'Île-de-France. Consulté le 03/01/2015.
22. ↑  Fiche de Jean-Vincent Placé sur le site du conseil régional d'Île-de-France. Consulté le 03/01/2015.
23. ↑  Fiche de Corinne Rufet sur le site du conseil régional d'Île-de-France. Consulté le 03/01/2015.
24. ↑  Fiche de Nicolas Samsoen sur le site du conseil régional d'Île-de-France. Consulté le 15/11/2017.
25. ↑  Fiche d'Olivier Thomas sur le site du conseil régional d'Île-de-France. Consulté le 03/01/2015.
26. ↑  Fiche de Jean-François Vigier sur le site du conseil régional d'Île-de-France. Consulté le 03/01/2015.
27. ↑  Fiche de Hicham Affane sur le site du conseil régional d'Île-de-France. Consulté le 12/01/2013.
28. ↑  Fiche de Stéphane Beaudet sur le site du conseil régional d'Île-de-France. Consulté le 12/01/2013.
29. ↑  Fiche de Charlotte Blandiot-Faride sur le site du conseil régional d'Île-de-France. Consulté le 12/01/2013.
30. ↑  Fiche de Laurcen Bonzani sur le site du conseil régional d'Île-de-France. Consulté le 12/01/2013.
31. ↑  Fiche de Véronique Carantois sur le site du conseil régional d'Île-de-France. Consulté le 12/01/2013.
32. ↑  Fiche de Marie-Christine Carvalho sur le site du conseil régional d'Île-de-France. Consulté le 12/01/2013.
33. ↑  Fiche de Ghyslaine Degrave sur le site du conseil régional d'Île-de-France. Consulté le 12/01/2013.
34. ↑  Fiche de François Delapierre sur le site du conseil régional d'Île-de-France. Consulté le 12/01/2013.
35. ↑  Fiche d'Hatouma Doucouré sur le site du conseil régional d'Île-de-France. Consulté le 12/01/2013.
36. ↑  Fiche de Julien Dray sur le site du conseil régional d'Île-de-France. Consulté le 12/01/2013.
37. ↑  Fiche de François Durovray sur le site du conseil régional d'Île-de-France. Consulté le 12/01/2013.
38. ↑  Fiche d'Audrey Galland sur le site du conseil régional d'Île-de-France. Consulté le 12/01/2013.
39. ↑  Fiche de Marie-Claude Girardeau sur le site du conseil régional d'Île-de-France. Consulté le 12/01/2013.
40. ↑  Fiche de Serge Guérin sur le site du conseil régional d'Île-de-France. Consulté le 12/01/2013.
41. ↑  Fiche de Faten Hidri sur le site du conseil régional d'Île-de-France. Consulté le 12/01/2013.
42. ↑  Fiche d'Hervé Hocquard sur le site du conseil régional d'Île-de-France. Consulté le 12/01/2013.
43. ↑  Fiche de Hella Kribi-Romdhane sur le site du conseil régional d'Île-de-France. Consulté le 12/01/2013.
44. ↑  Fiche de Marianne Louis sur le site du conseil régional d'Île-de-France. Consulté le 12/01/2013.
45. ↑  Fiche de Jean-Marc Nicolle sur le site du conseil régional d'Île-de-France. Consulté le 12/01/2013.
46. ↑  Fiche de Jacques Picard sur le site du conseil régional d'Île-de-France. Consulté le 12/01/2013.
47. ↑  Fiche de Jean-Vincent Placé sur le site du conseil régional d'Île-de-France. Consulté le 12/01/2013.
48. ↑  Fiche de Mustapha Saadi sur le site du conseil régional d'Île-de-France. Consulté le 12/01/2013.
49. ↑  Fiche d'Olivier Thomas sur le site du conseil régional d'Île-de-France. Consulté le 12/01/2013.
50. ↑  Fiche de Jean-Luc Touly sur le site du conseil régional d'Île-de-France. Consulté le 12/01/2013.
51. ↑  Fiche d'Hicham Affane sur le site du conseil régional d'Île-de-France. Consulté le 14/02/2010.
52. ↑  Fiche d'Adolé Ankrah sur le site du conseil régional d'Île-de-France. Consulté le 14/02/2010.
53. ↑  Fiche de Didier Banquy sur le site du conseil régional d'Île-de-France. Consulté le 14/02/2010.
54. ↑  Fiche de Mirfet Bellaaj-Fekih sur le site du conseil régional d'Île-de-France. Consulté le 14/02/2010.
55. ↑  Fiche de Tarek Ben Hiba sur le site du conseil régional d'Île-de-France. Consulté le 14/02/2010.
56. ↑  Fiche de Lydie Benoist sur le site du conseil régional d'Île-de-France. Consulté le 14/02/2010.
57. ↑  Fiche de Guy Bonneau sur le site du conseil régional d'Île-de-France. Consulté le 14/02/2010.
58. ↑  Fiche de Nathalie Boulay-Laurent sur le site du conseil régional d'Île-de-France. Consulté le 14/02/2010.
59. ↑  Fiche de Véronique Carantois sur le site du conseil régional d'Île-de-France. Consulté le 14/02/2010.
60. ↑  Fiche de Jean-Paul Chaudron sur le site du conseil régional d'Île-de-France. Consulté le 14/02/2010.
61. ↑  Fiche de Marie-Pierre Digard sur le site du conseil régional d'Île-de-France. Consulté le 14/02/2010.
62. ↑  Fiche de Julien Dray sur le site du conseil régional d'Île-de-France. Consulté le 14/02/2010.
63. ↑  Fiche d'Huguette Fatna sur le site du conseil régional d'Île-de-France. Consulté le 14/02/2010.
64. ↑  Fiche de Michèle Gaspalou sur le site du conseil régional d'Île-de-France. Consulté le 14/02/2010.
65. ↑  Fiche de Nathalie Kosciusko-Morizet sur le site du conseil régional d'Île-de-France. Consulté le 14/02/2010.
66. ↑  Fiche de Pierre Lasbordes sur le site du conseil régional d'Île-de-France. Consulté le 14/02/2010.
67. ↑  Fiche de Jean-Jacques Lejeune sur le site du conseil régional d'Île-de-France. Consulté le 14/02/2010.
68. ↑  Fiche de Christophe Lepage sur le site du conseil régional d'Île-de-France. Consulté le 14/02/2010.
69. ↑  Fiche de Marianne Louis sur le site du conseil régional d'Île-de-France. Consulté le 14/02/2010.
70. ↑  Fiche de Philippe Pascot sur le site du conseil régional d'Île-de-France. Consulté le 14/02/2010.
71. ↑  Fiche de Michel de Rostolan sur le site du conseil régional d'Île-de-France. Consulté le 14/02/2010.
72. ↑  Fiche de Christian Saint-Étienne sur le site du conseil régional d'Île-de-France. Consulté le 14/02/2010.
73. ↑  « Fiche d'Yves Tavernier sur le site du conseil régional d'Île-de-France. »(Archive.org • Wikiwix • Archive.is • Google • Que faire ?) Consulté le 14/02/2010.
74. ↑  Fiche de Malika Zediri sur le site du conseil régional d'Île-de-France. Consulté le 14/02/2010.
75. 1 2 3 4 5 6 7 8 9 10 11 12 13 14 15 16 17 18 19 20 21  Annuaire des maires de l'Essonne, édition 2002. Consulté le 18/03/2010.